# Casa de Nagô
A Casa de Nagô é uma casa de Tambor de Mina localizada na Rua Cândido Ribeiro (também chamada de Rua das Crioulas), no Centro Histórico de São Luís, no estado do Maranhão, no Brasil.
Dedica-se ao culto dos orixás nagôs, como Logunedé, Afrequetê, Ieuá, Obaluaiê, Nanã, Ogum, Xangô, Iemanjá, Orixalá e Iansã e das entidades (espíritos de europeus, chamados de Gentis e de indígenas nativos do Brasil, chamados de caboclos) como Dom Luís, o Rei de França, Dom João, Dom Floriano, Dom Sebastião, Seu Zezinho de Amaramadã, Rei da Turquia, Seu Ricardino, Seu Caboclo Velho, Princesa do Ouro, Seu Guerreiro, Dona Mariana, Seu Légua Boji e Seu João da Mata, foi fundada à época do Brasil Império, por malungos africanos, com o auxílio da fundadora da Casa das Minas, e influenciou os demais terreiros de São Luís.
O Nagon Abioton é dedicado ao orixá Xangô, e compreendia a parte dos fundos de duas casas modestas mantidas por uma irmandade religiosa. O terreiro passou por períodos de grave crise financeira, foi fechado e reaberto, foi vendido e readquirido pela mesma irmandade, porém dessa última vez, a reaquisição correspondeu somente a uma das casas, que é onde funciona até hoje. O médico e africanista maranhense Raimundo Nina Rodrigues em visita a São Luís, o descreve:
Em viagem que fiz ao Maranhão em 1896, fui visitar os últimos negros africanos que existiam na capital daquele Estado e que são ali geralmente conhecidos por negros Minas. Eram duas velhas, uma jeje, hemiplégica e presa a uma rede de que não mais se levantava, e a outra, uma nagô de Abeocutá, ainda forte e capaz de fazer longas caminhadas, residindo ambas em pequenas casinhas nas proximidades de São Pantaleão.
Possuindo hierarquia matriarcal, umas de suas mais importantes vodunces foi a Mãe Dudu, por quem era conhecida Victorina Tobias Santos (1886-1988), filha de Iemanjá e que muito contribuiu para o seu tombamento. Hoje, apesar do descaso cultural e do número bem reduzido de brincantes, das quais, mulheres de avançada idade, estas esmeram-se por manter o calendário tradicional da casa e a realizar a duros esforços as principais festas do ano, onde são recebidas entidades africanas e caboclas de origem europeia ou nativa, dentre essas festas, podemos citar: 20 de janeiro - São Sebastião (Obaluaiê); 02 de Fevereiro - Nossa Senhora da Purificação (Iemanjá); 04 de dezembro - Santa Bárbara (Iansã); a Quarta Feira de Cinzas e a festa do Divino Espírito Santo, essas com data móvel.
Em 2015, morreu Mãe Domingas de Iemanjá, zeladora da Casa de Nagô, aos 78 anos.
Atualmente, não existem mais vodunces disponíveis na casa para recebimento das entidades. Desde então, o local passou a enfrentar dificuldades financeiras, como para a realização da tradicional Festa do Divino Espírito Santo.